# Baden bei Wien
Baden (tiếng Đức nghĩa là "Nhà tắm"; Trung Bayern: Bodn), được phân biệt không chính thức với các địa danh Baden khác là Baden bei Wien (Baden gần Viên), là một thị trấn spa nổi tiếng của Áo. Nó đóng vai trò là thủ phủ của huyện Baden cùng tên thuộc bang Hạ Áo. Đô thị này nằm cách 26 km (16 mi) về phía nam của thủ đô Viên bao gồm các cộng đồng địa chính Baden, Braiten, Gamingerhof, Leesdorf, Mitterberg, Rauhenstein, và Weikersdorf.
Vào năm 2021, thị trấn này đã được UNESCO công nhận là Di sản thế giới như là một phần của di sản xuyên quốc gia Các thị trấn Spa lớn của châu Âu vì có suối nước chữa bệnh nổi tiếng và kiến trúc của nó là bằng chứng về văn hóa spa quốc tế vào thế kỷ 18 và 19.

## Địa lý và địa chất
Thị trấn này nằm tại cửa sông Schwechat trong thung lũng St Helena (Helenental) trong khu Rừng Viên (Wienerwald). Nó lấy tên từ 14 suối nước nóng của khu vực, , có nhiệt độ thay đổi từ 72 đến 97 °F (22 đến 36 °C) và chứa các muối khoáng bao gồm calci carbonat, calci chloride, magnesi sulfat. Chúng nằm phần lớn ở chân núi Calvary (Calvarienberg; 1.070 ft hay 326 m), phía bắc trung tâm thị trấn. Những con suối này được hình thành bởi dòng chảy từ dãy Anpơ đá vôi phía Bắc và các khe nứt kiến tạo trong lòng chảo Viên. Điểm cao nhất trong khu vực là Iron Gate (Eisernes Tor hoặc Hoher Lindkogel) cao 2.825 ft (861 m) có thể đi lên theo con đường dốc trong ba giờ.

## Lịch sử
Danh tiếng của Baden bắt nguồn từ thời La Mã, khi nơi đây được gọi là Aquae Cetiae hoặc Thermae Pannonicae.. Một số tàn tích từ thời kỳ này vẫn còn tồn tại đến nay. Khu định cư này được nhắc đến với tên gọi Padun trong một văn bản từ năm 869 sau Công Nguyên. Nhà thờ kiểu Romanesque của tu viện '''Heiligenkreuz''' gần đó được xây dựng vào thế kỷ 11 và sau này trở thành nơi an táng các thành viên của gia đình Babenberg. Lâu đài Rauheneck được xây dựng bên bờ phải của dòng sông, ngay lối vào thung lũng vào thế kỷ 12; lâu đài Rauhenstein được xây dựng trên bờ đối diện cùng thời gian đó. Thị trấn nhận được các đặc quyền pháp lý vào năm 1480. Mặc dù nhiều lần bị cướp phá bởi người Hungary và Thổ Nhĩ Kỳ, Baden luôn nhanh chóng khôi phục và phát triển trở lại.

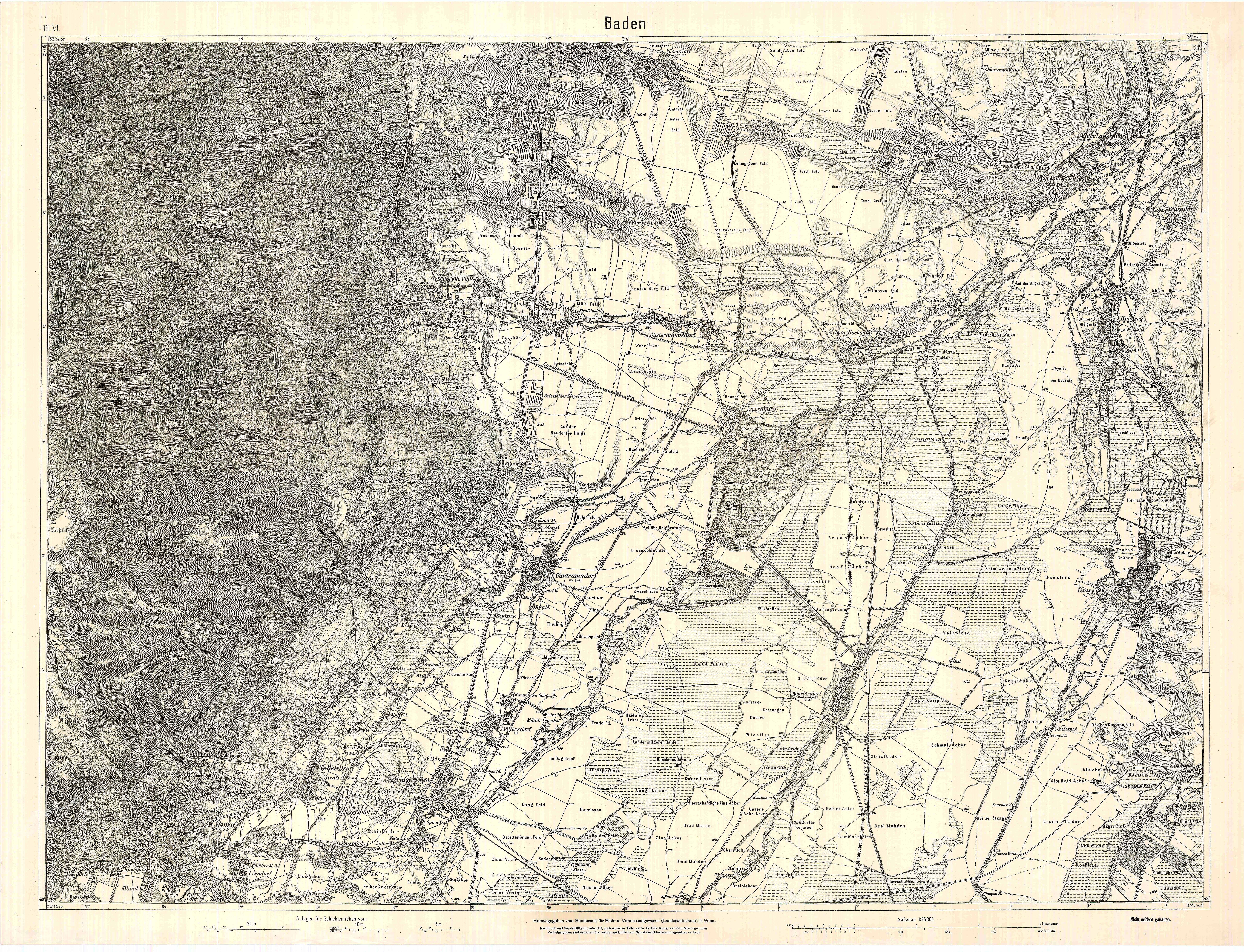
Bản đồ Baden năm 1901

Thị trấn gần như bị phá hủy hoàn toàn trong một trận hỏa hoạn vào năm 1812 nhưng đã được tái thiết rất đẹp[6] theo phong cách Biedermeier dựa trên thiết kế của kiến trúc sư Joseph Kornhäusel do đó đôi khi Baden được gọi là "Biedermeierstadt". Đại công tước Karl Ludwig, người chiến thắng trận Aspern-Essling, đã xây dựng cung điện Weilburg dưới chân lâu đài Rauheneck trong khoảng từ năm 1820 đến 1825. Vào thế kỷ 19, Baden được kết nối với tuyến đường sắt giữa Viên và Graz, thu hút hàng ngàn người Viên đến nghỉ dưỡng, bao gồm cả các thành viên hoàng gia, những người đã xây dựng nhiều biệt thự lớn gần đó. Năm 1820, Sauerhof trở thành khách sạn spa độc lập đầu tiên ở châu Âu. Nhà soạn nhạc Ludwig van Beethoven đã nhiều lần đến Baden và các nơi ở của ông tại đây hiện vẫn là các điểm thu hút khách du lịch. Địa điểm ở Rathausgasse 10 hiện được chuyển thành bảo tàng mở cửa cho công chúng. Mayerling, một nhà nghỉ săn bắn cách đó 4 mi (6,4 km), là nơi diễn ra vụ việc Thái tử Rudolf tự sát cùng người tình năm 1889. Vào thế kỷ 19, sản phẩm xuất khẩu chính của Baden là dao cạo thép, được đánh giá có chất lượng xuất sắc.

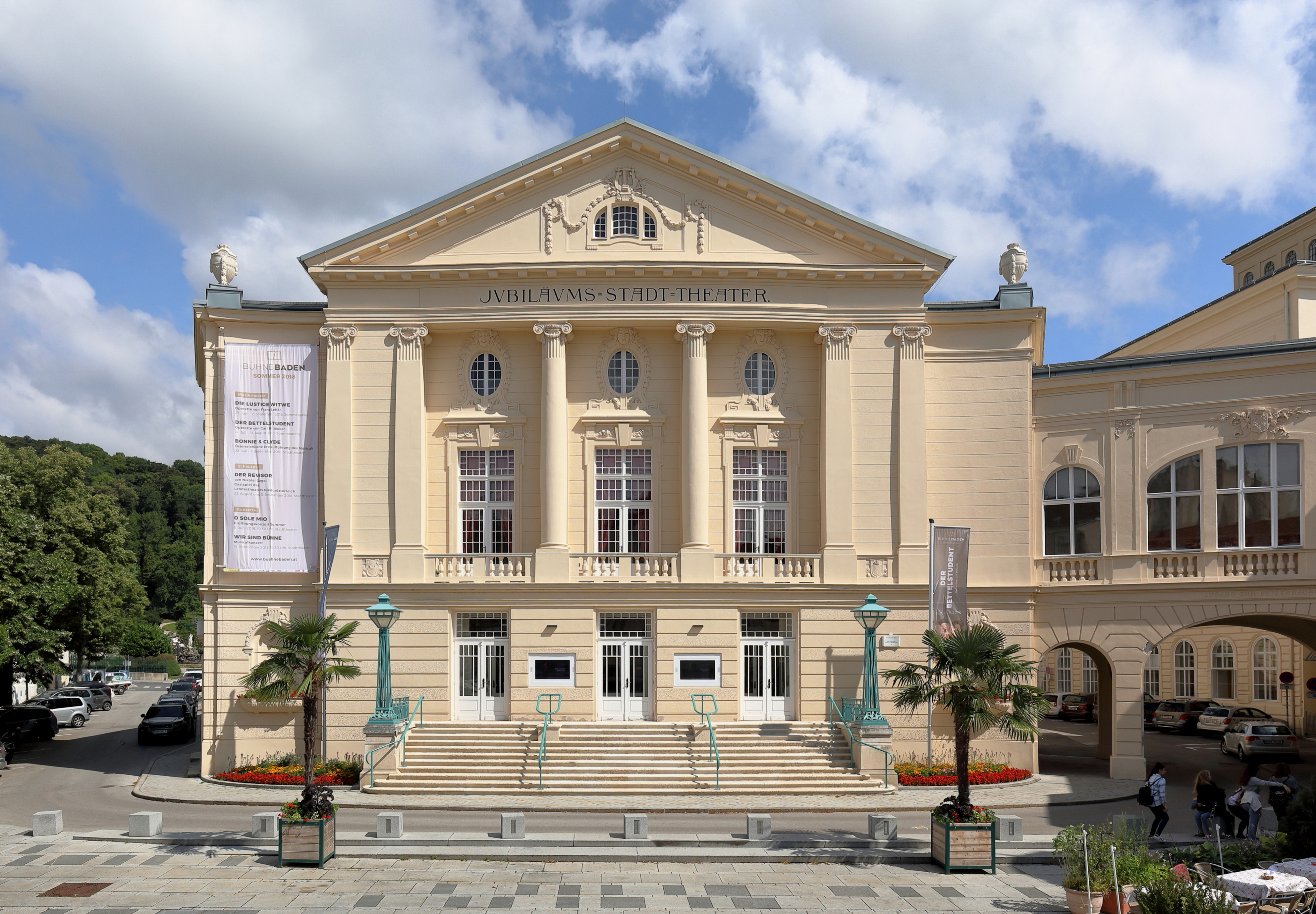
Nhà hát thành phố (Stadttheater)

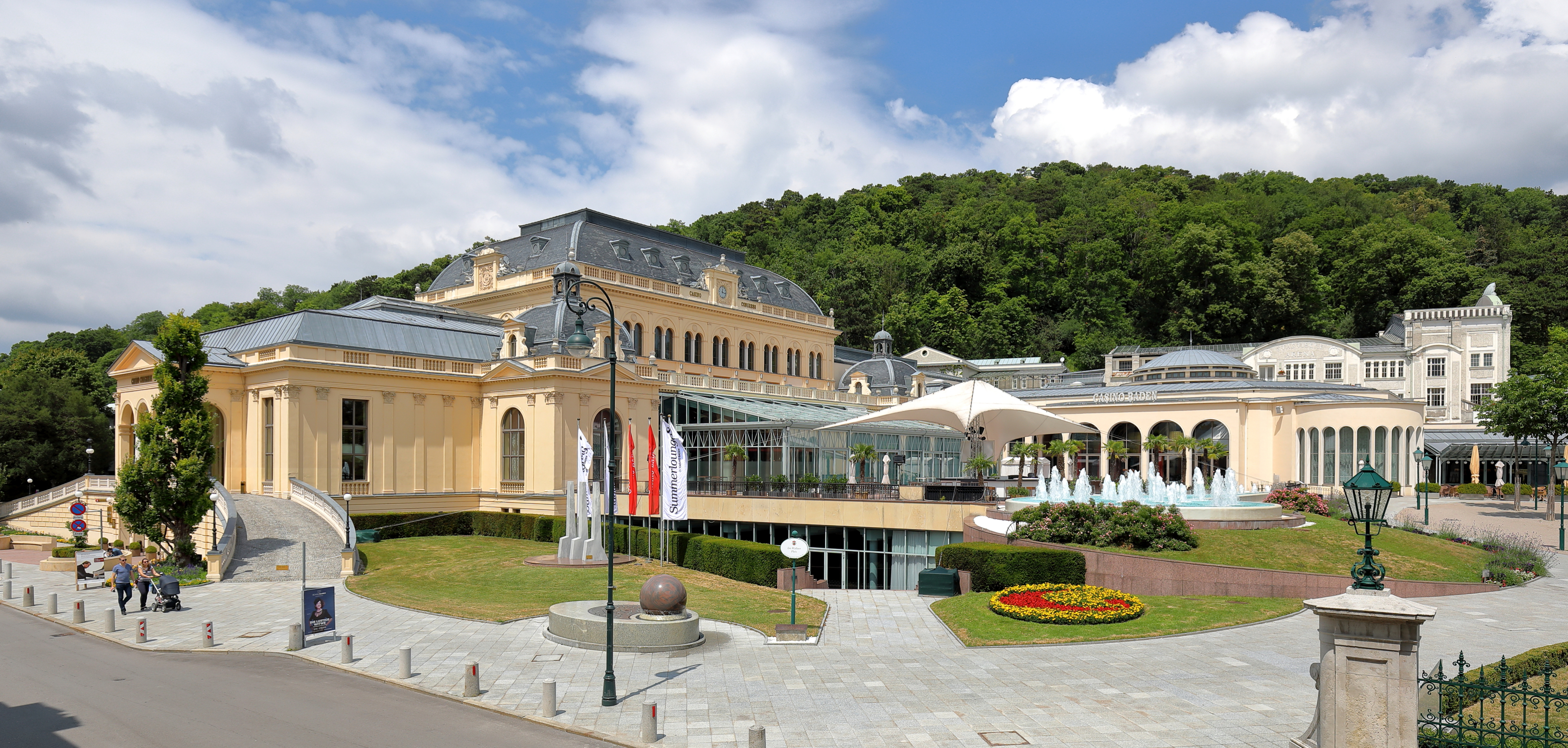
Sòng bạc năm 1934

Thị trấn tự hào có một nhà hát, bệnh viện quân y và sòng bạc, tất cả được xây dựng vào cuối thế kỷ 19 và đầu thế kỷ 20. Nhà hát thành phố (Stadttheater) được xây dựng vào năm 1909 bởi Ferdinand Fellner. Vào thời điểm Thế chiến thứ nhất, Baden là khu nghỉ dưỡng chính của Vienna với 20.000 khách mỗi năm, gấp đôi dân số địa phương. Ngoài "nhà spa" hiện đại (Kurhaus), nơi đây còn có 15 cơ sở tắm riêng biệt và nhiều công viên. Trong chiến tranh, Baden là trụ sở tạm thời của bộ chỉ huy tối cao Áo-Hung. Một sòng bạc mới được mở vào năm 1934 đã biến Baden trở thành khu nghỉ dưỡng hàng đầu của Áo. Lâu đài Weilburg bị phá hủy trong Thế chiến thứ hai. Sau chiến tranh, Baden trở thành trụ sở của lực lượng Liên Xô trong thời gian Áo bị chiếm đóng cho đến năm 1955.

## Giao thông
Baden có thể được tiếp cận thông qua tuyến đường cao tốc Süd Autobahn (A2). Thị trấn nằm trên tuyến đường sắt Südbahn (Southern Railway), trong đó ga tàu Baden được phục vụ bởi các chuyến tàu S-Bahn, tàu khu vực và tàu Cityjet Xpress, kết nối trực tiếp với Vienna và Wiener Neustadt mỗi 30 phút vào giờ cao điểm.
Đây cũng là điểm cuối của tuyến tàu-tram địa phương Badner Bahn.

## Những người nổi tiếng

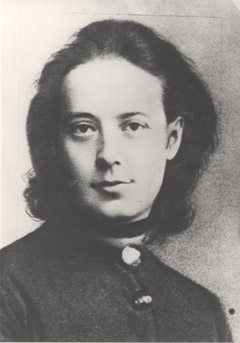
Marianne Hainisch, 1872

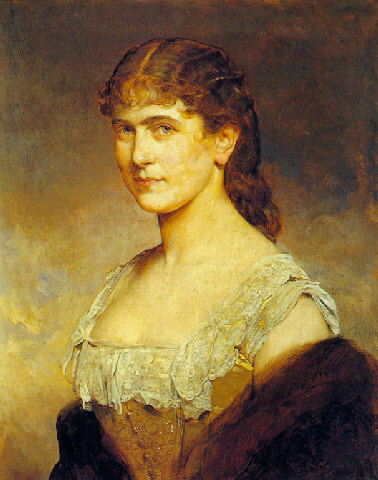
Bức tranh của Katharina Schratt

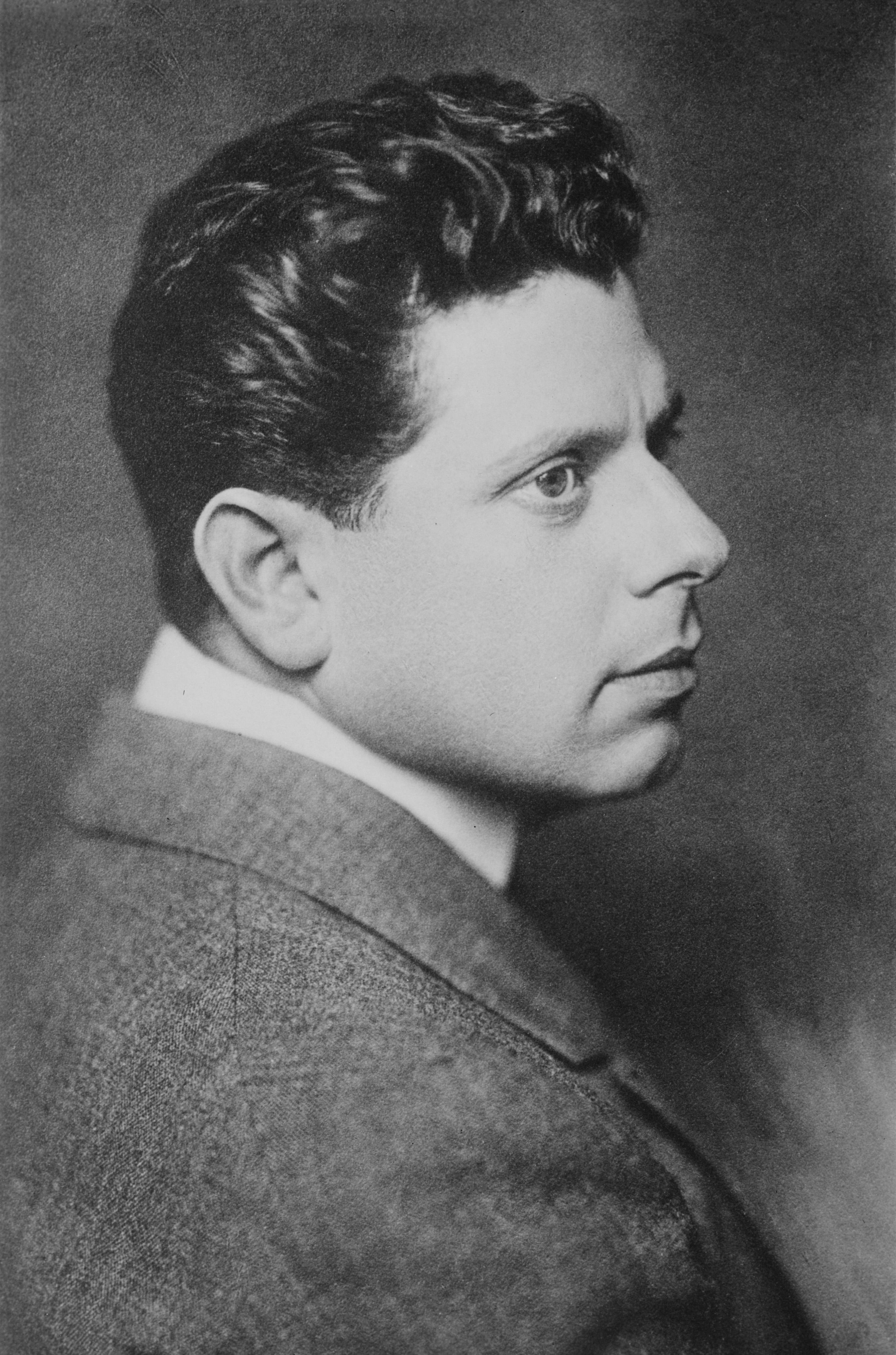
Max Reinhardt, 1911

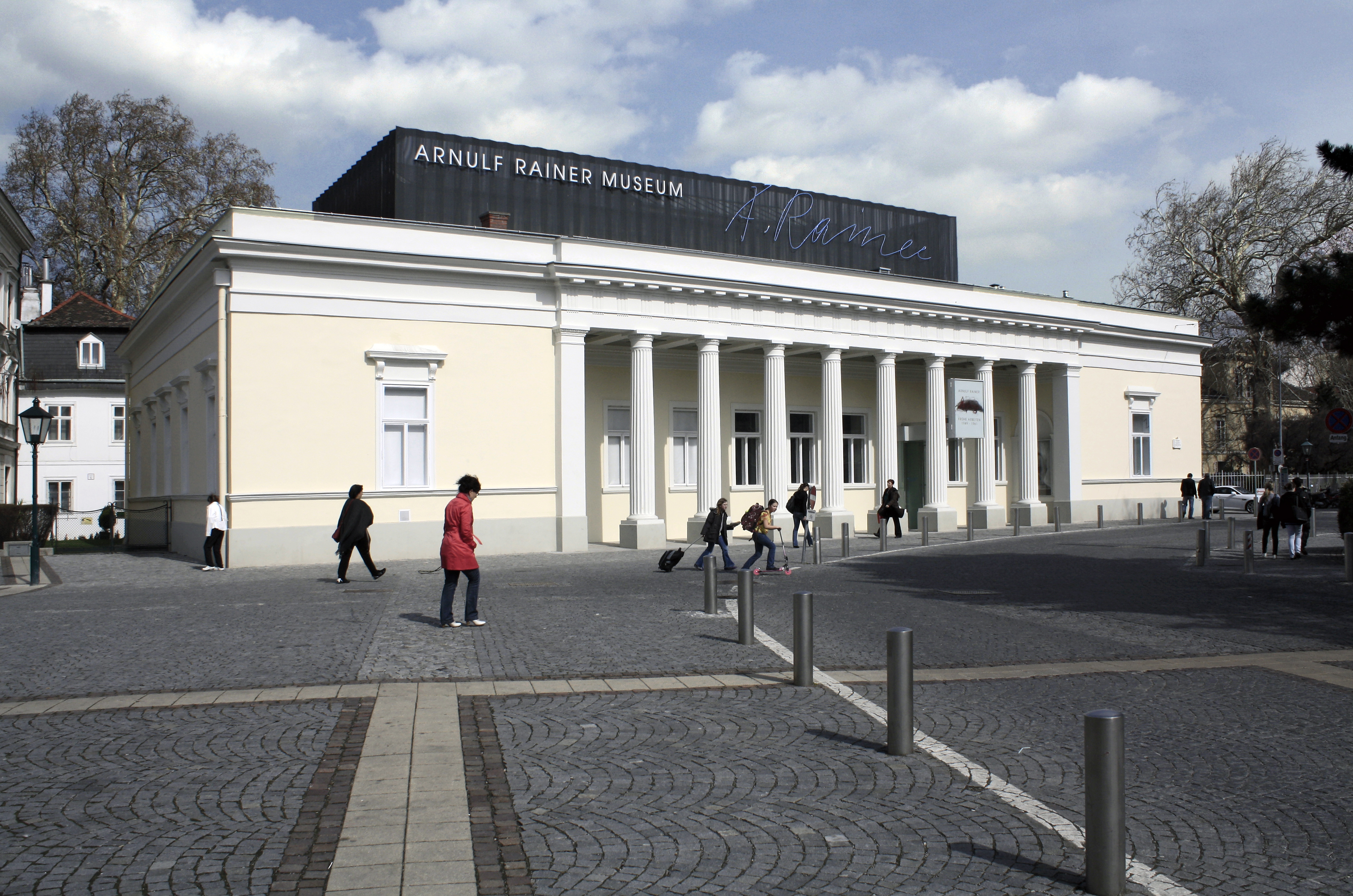
Bảo tàng Arnulf Rainer

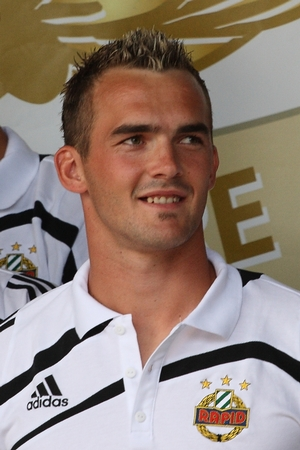
Erwin Hoffer, 2009

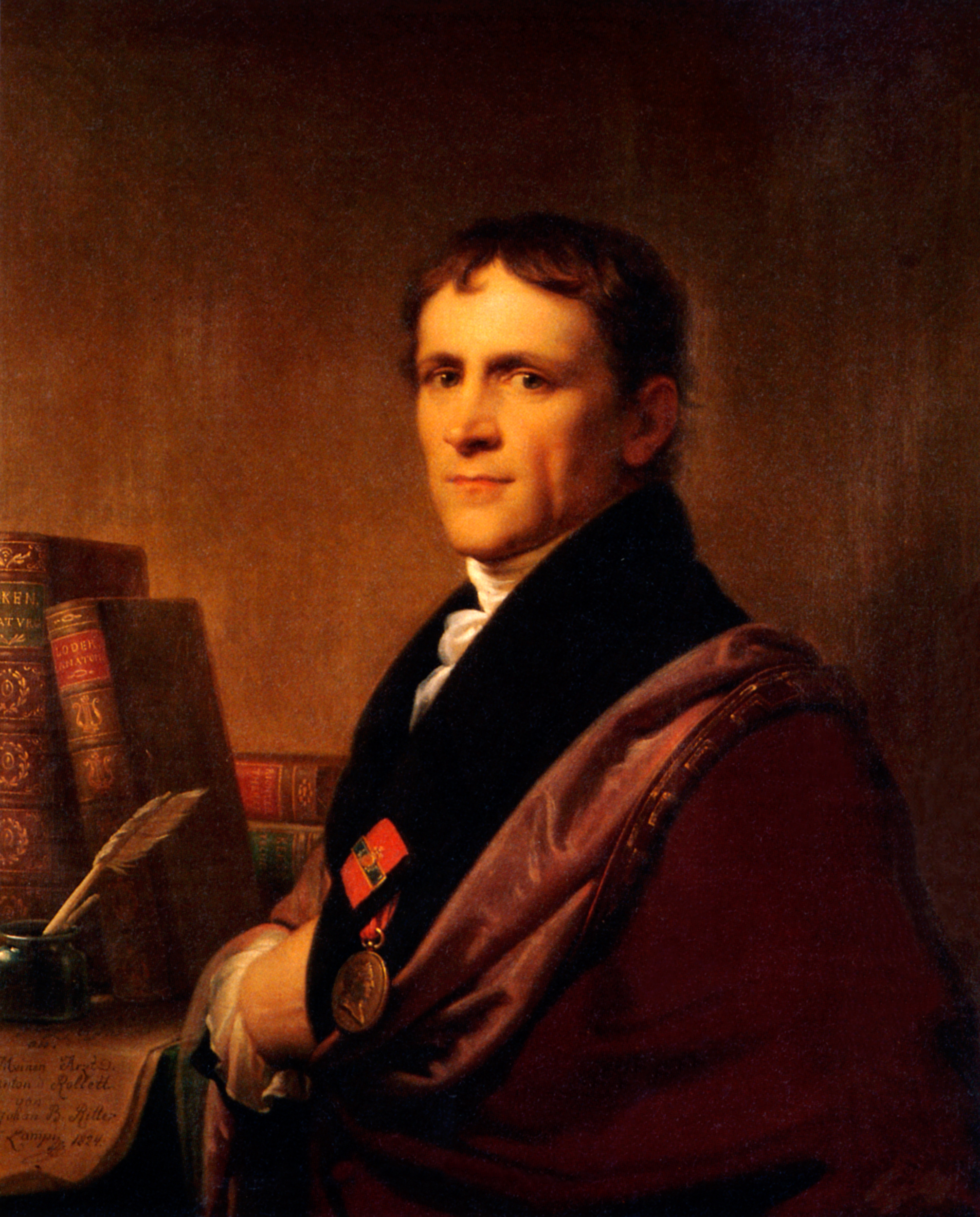
Bức tranh của Georg Anton Rollett, 1824

### Dịch vụ công
- Marianne Hainisch (1839–1936): Nhà hoạt động nữ quyền người Áo, đấu tranh vì quyền phụ nữ.
- Anton Maria Schwartz (1852–1929): Linh mục Công giáo, được phong chân phước bởi Giáo hoàng Gioan Phaolô II năm 1998.
- Heinrich von Lützow (1852–1935): Nhà ngoại giao của Đế quốc Áo-Hung.
- Mirabehn (1892–1982): Tên thật là Madeleine Slade, một nhà đấu tranh tự do của Ấn Độ, từng sống tại địa phương.
- Paul Wittek (1894–1978): Nhà Đông phương học và sử gia, nổi tiếng với luận án về sự trỗi dậy của Đế chế Ottoman.
- Đại công tước Carl Ludwig của Áo (1918–2007): Con thứ 5 của Karl I của Áo và Zita von Bourbon-Parma.
- Charlotte Fritz (1918–2003): Người Áo, được vinh danh là "Người dân ngoại công chính".
- Robert Weiß (1920–1944): Phi công chiến đấu của Luftwaffe trong Thế chiến II, là phi công Ách.
- Theodor Tomandl (sinh 1933): Nhà luật học người Áo.
- Herbert Schambeck (1934–2023): Nhà nghiên cứu pháp lý và chính trị gia người Áo (thuộc Đảng ÖVP).
- Karin Scheele (sinh 1968): Chính trị gia dân chủ xã hội người Áo, từng là nghị sĩ Nghị viện châu Âu.
- Sophie Schulz (1905–1975): Chính trị gia người Áo.

### Nghệ thuật
- Ignaz Vitzthumb (1724–1816): Nhà soạn nhạc người Áo, hoạt động tại Hà Lan thuộc Áo.
- Amalia Schütz Oldosi (1803–1852): Ca sĩ soprano người Áo, qua đời tại địa phương.
- Caterina Canzi (1805–1890): Ca sĩ opera.
- Hermann Rollett (1819–1904): Nhà thơ Vormärz, nhà viết về nghệ thuật và là nhân viên lưu trữ của thành phố.
- Johann Baptist Klerr (1830–1875): Nhà soạn nhạc và nhạc trưởng.
- Karel Komzák II (1850–1905): Nhà soạn nhạc người Séc-Áo, qua đời tại địa phương.
- Katharina Schratt (1853–1940): Nữ diễn viên, người bạn tâm giao của Hoàng đế Franz Joseph.
- Rosa Papier (1859–1932): Ca sĩ opera và giáo viên thanh nhạc người Áo.
- Jakob Pazeller (1869–1957): Nhà soạn nhạc người Áo.
- Mizzi Griebl (1872–1952): Ca sĩ và diễn viên người Áo.
- Hugo Bettauer (1872–1925): Nhà văn người Áo.
- Max Reinhardt (1873–1943): Đạo diễn sân khấu và nhà quản lý sân khấu, tên khai sinh là Maximilian Goldmann.
- Josef Müllner (1879–1968): Nhà điêu khắc người Áo.
- Max Kuttner (1883–1953): Giọng nam cao opera và operetta, từng ghi âm đĩa và hát trên đài phát thanh.
- Vincent Bach (1890–1976): Nghệ sĩ trumpet và nhà sản xuất nhạc cụ đồng.
- George Hoellering (1897–1980): Tác giả và đạo diễn phim người Áo-Anh.
- Louis V. Arco (1899–1975): Diễn viên người Áo, tên thật là Lutz Altschul.

### Khoa học và kinh doanh
- Georg Anton Rollett (1778–1842): Nhà sưu tập, nhà khoa học tự nhiên và bác sĩ người Áo.
- Alexander Rollett (1834–1903): Nhà sinh lý học và mô học người Áo.
- Karl Landsteiner (1868–1943): Nhà sinh học, bác sĩ và nhà miễn dịch học người Áo-Mỹ.
- Karl Holdhaus (1883–1975): Nhà côn trùng học người Áo, chuyên về bọ cánh cứng.
- Josef Frank (1885–1967): Kiến trúc sư người Áo-Thụy Điển.

### Thể thao
- Erwin Kohn (1911–1994): Vận động viên bóng bàn quốc tế, từng di cư sang Anh và Argentina.
- Heribert Meisel (1920–1966): Nhà báo thể thao nổi tiếng người Áo.
- Willi End (1921–2013): Nhà leo núi người Áo.
- Thomas Vanek (sinh 1984): Cựu cầu thủ khúc côn cầu trên băng chuyên nghiệp, thi đấu chủ yếu ở NHL.
- Daniel Dunst (sinh 1984): Cựu cầu thủ bóng đá người Áo, đã thi đấu hơn 250 trận.
- Erwin "Jimmy" Hoffer (sinh 1987): Cầu thủ bóng đá, đã chơi hơn 370 trận và 28 trận cho đội tuyển Áo.
- Besian Idrizaj (1987–2010): Cầu thủ bóng đá người Áo, đã chơi 59 trận.
- Markus Lackner (sinh 1991): Cầu thủ bóng đá người Áo, đã chơi hơn 270 trận.
- Thomas Ebner (sinh 1992): Cầu thủ bóng đá người Áo, đã chơi hơn 350 trận.